# Ogmore Castle
Ogmore Castle (walisisk: Castell Ogwr) er ruinen af en borg, der ligger nær landsbyen Ogmore-by-Sea, syd for byen Bridgend i Glamorgan, South Wales. Den ligger på den sydlige bred af floden Ewenny og på østbredden af floden Ogmore.
Opførslen af borgen er muligvis begyndt i 1106. Ogmore var en af tre borge der blev bygget i området i 1100-tallet, hvor de to andre er Coity Castle og Newcastle Castle. Den var i brugt indtil 1800-tallet til en række forskellige formål, inklusive domhus og fængsel, men i dag er ruinerne et vigtigt lokalt vartegn. Den varetages af de lokale myndigheder.